# Krîve, Jovkva
Krîve (în ucraineană Криве) este un sat în comuna Nova Kameanka din raionul Jovkva, regiunea Liov, Ucraina.

## Demografie
Componența lingvistică a localității Krîve
     Ucraineană (100%)
Conform recensământului din 2001, toată populația localității Krîve era vorbitoare de ucraineană (100%).